# Go Text Protocol
Pour les articles homonymes, voir GTP.
Le Go Text Protocol (GTP) est un protocole utilisé par la plupart des moteurs de jeu de go. La version 1 a été implémentée dans GNU Go version 3.0.0 mais le protocole manquait d'une spécification. Actuellement la version utilisée est GTP 2, mais seulement un brouillon existe, pas une spécification formelle.
Le site de jeu de go en ligne Yike Weiqi utilise le Go Text Protocol pour son programme du jeu.